# Lelde Priedulēna
Lelde Priedulēna (Sigulda, 20 luglio 1993) è un'ex skeletonista lettone.

## Biografia
Ex velocista nell'atletica leggera, passò allo skeleton nel 2010 e in quello stesso anno entrò a far parte della squadra nazionale lettone. Iniziò a gareggiare in Coppa Europa nel 2010/11 piazzandosi trentasettesima al termine della stessa stagione, e in Coppa Intercontinentale dove fu nona nel 2015/16. Si distinse inoltre nelle categorie giovanili vincendo la medaglia d'oro ai mondiali juniores di Winterberg 2016 sopravanzando l'olandese Kimberley Bos e la tedesca Anna Fernstädt.
Esordì in Coppa del Mondo a metà della stagione 2011/12 (22ª ad Altenberg) e detiene quale miglior piazzamento in una tappa del circuito il quarto posto ottenuto in due occasioni: l'11 dicembre 2015 a Schönau am Königssee, stessa località dove poi si ripeté il 26 febbraio 2016, rispettivamente alla terza e all'ottava tappa della stagione 2015/16. Detiene quale miglior piazzamento in classifica generale il settimo posto ottenuto nella stagione 2016/17.
Prese parte a due edizioni dei giochi olimpici invernali: a Soči 2014 si classificò quattordicesima nella gara individuale mentre a Pyeongchang 2018 si piazzò al settimo posto.
Ha inoltre partecipato a quattro edizioni dei campionati mondiali ottenendo il settimo posto nel singolo, suo miglior risultato, nell'edizione di Schönau am Königssee 2017. Nelle rassegne europee ha raggiunto invece la settima piazza individuale sia a Sankt Moritz 2016 che a Winterberg 2017.
Disputò la sua ultima gara il 18 gennaio 2019 a Innsbruck, quarta tappa della stagione di Coppa del Mondo 2018/19 valida anche come campionato europeo, e il mese successivo annunciò il proprio ritiro dall'attività agonistica.

## Palmarès

### Mondiali juniores
- 1 medaglia:
  - 1 oro (singolo a Winterberg 2016).

### Coppa del Mondo
- Miglior piazzamento in classifica generale: 7ª nel 2016/17.

### Circuiti minori

#### Coppa Europa
- Miglior piazzamento in classifica generale: 37ª nel 2010/11.

#### Coppa Intercontinentale
- Miglior piazzamento in classifica generale: 9ª nel 2015/16.
- 4 podi (tutti nel singolo):
  - 4 secondi posti.